# Canon EOS 5D Mark IV

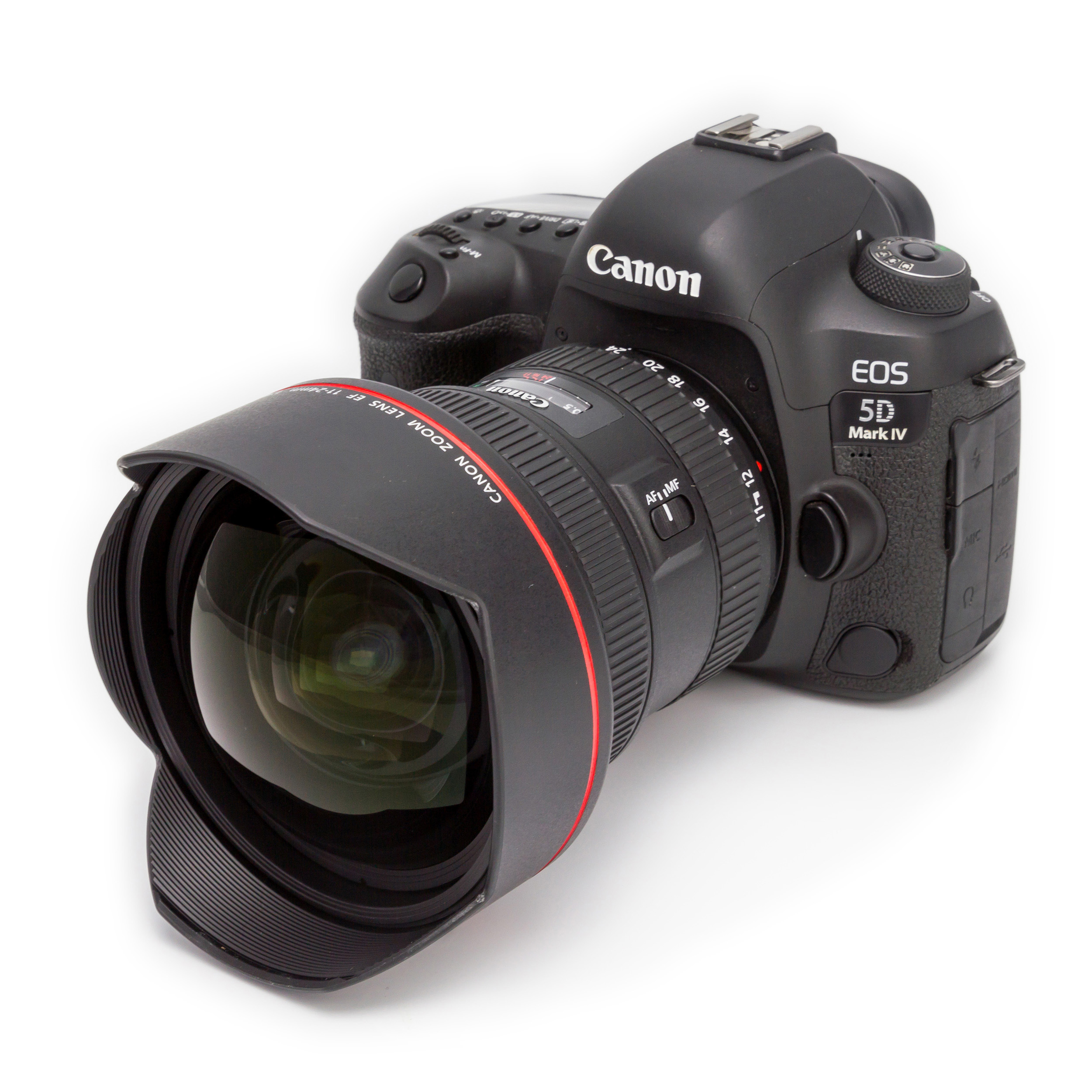
Canon EOS 5D Mark IV.

Canon EOS 5D Mark IV är en digital systemkamera från Canon som lanserades på hösten 2016. Kameran har en fullformatssensor av CMOS-typ med 30,1 megapixels upplösning. Kameran är en uppföljare till Canon EOS 5D Mark III som lanserades i mars 2012. Kameran är främst avsedd för semiprofessionella och professionella fotografer.